# Mesonitys choaspes
Mesonitys choaspes är en insektsart som beskrevs av Ronald Gordon Fennah 1957. Mesonitys choaspes ingår i släktet Mesonitys och familjen Eurybrachidae. Inga underarter finns listade i Catalogue of Life.